# Baptisterium van Sint-Johannes
Het Baptisterium van Sint-Johannes (Frans: Baptistère Saint-Jean) is een baptisterium in Poitiers, Frankrijk dat gewijd was aan Johannes de Doper. Het is het oudste christelijke bouwwerk in Frankrijk, gebouwd als woonhuis in de 4e eeuw en in de 7e eeuw verbouwd tot kerkgebouw, en daarmee een van de zeer weinige bouwwerken van de Merovingische kunst. Het baptisterium is thans een museum.
Het centrale deel van het gebouw werd gebouwd rond 360, boven op een ouder Romeins bouwwerk dat daar tot 276 gestaan had.
In 1791 werd het gebouw geconfisqueerd door de staat en openbaar verkocht als nationaal goed. Het diende enige decennia als magazijn en was bestemd voor de sloop, maar werd door de gemeenschap teruggekocht in 1834 via openbare onderschrijving.
In het baptisterium is tegenwoordig een klein museum over steenhouwerij. Het bevat sarcofagen van de vijfde tot de zevende eeuw, waarvan er vele levendig gedecoreerd zijn.